# 都優奈
都 優奈（みやこ ゆうな、5月8日 - ）は、元宝塚歌劇団星組の娘役。
福岡県福岡市、福岡女学院高等学校出身。身長163cm。愛称は「ゆうな」、「ねーさん」。

## 来歴
2014年、宝塚音楽学校入学。
2016年、音楽学校卒業後、宝塚歌劇団に102期生として入団。入団時の成績は17番。星組公演「こうもり／THE ENTERTAINER!」で初舞台。その後、星組に配属。
2025年8月10日の「阿修羅城の瞳／エスペラント！」東京公演千秋楽をもって、宝塚歌劇団を退団。

## 宝塚歌劇団時代の主な舞台

### 初舞台
- 2016年3 - 4月、星組『こうもり』『THE ENTERTAINER!』（宝塚大劇場）

### 星組時代
- 2016年5 - 6月、『こうもり』『THE ENTERTAINER!』（東京宝塚劇場）
- 2016年8 - 11月、『桜華に舞え』 - 新人公演：三郎（本役：美都くらら）『ロマンス!! (Romance)』
- 2017年1月、『燃ゆる風-軍師・竹中半兵衛-』（バウホール） - 織田家の女子
- 2017年3 - 6月、『THE SCARLET PIMPERNEL（スカーレット ピンパーネル）』 - 民衆
- 2017年7 - 8月、『阿弖流為-ATERUI-』（ドラマシティ・日本青年館） - 和我女
- 2017年9 - 12月、『ベルリン、わが愛』 - 新人公演：レビューガール（本役：音咲いつき）『Bouqduet de TAKARAZUKA（ブーケ ド タカラヅカ）』
- 2018年2月、『ドクトル・ジバゴ』（ドラマシティ・TBS赤坂ACTシアター） - フレリー／ポーリャ
- 2018年4 - 7月、『ANOTHER WORLD』 - 新人公演：小野小町（本役：華鳥礼良）『Killer Rouge（キラー ルージュ）』
- 2018年8 - 9月、『New Wave!-星-』（バウホール）
- 2018年10月、『デビュタント』（バウホール）
- 2019年1 - 3月、『霧深きエルベのほとり』 - 新人公演：エリカ（本役：華鳥礼良）『ESTRELLAS（エストレ―ジャス）〜星たち〜』
- 2019年5月、『鎌足-夢のまほろば、大和（やまと）し美（うるわ）し-』（ドラマシティ・日本青年館） - 車持氏の近習／采女
- 2019年7 - 10月、『GOD OF STARS -食聖-』 - 新人公演：ドラゴンボートの歌手（本役：音咲いつき）『Éclair Brillant（エクレール ブリアン）』
- 2019年11 - 12月、『龍の宮（たつのみや）物語』（バウホール） - 島村松子／家臣
- 2020年2 - 3月、『眩耀（げんよう）の谷〜舞い降りた新星〜』 - 新人公演：ヌル（本役：紫りら）『Ray-星の光線-』（宝塚大劇場）
- 2020年7 - 9月、『眩耀（げんよう）の谷〜舞い降りた新星〜』『Ray-星の光線-』（東京宝塚劇場）
- 2020年11月、『エル・アルコン-鷹-』 - 侍女／酒場の歌手『Ray-星の光線-』（梅田芸術劇場）
- 2021年2 - 3月、『ロミオとジュリエット』（宝塚大劇場のみ）[注釈 1]
- 2021年7月、『VERDAD（ヴェルダッド）!!』（舞浜アンフィシアター）
- 2021年9 - 12月、『柳生忍法帖』 - 天丸の姉、新人公演：お鳥（本役：音咲いつき）『モアー・ダンディズム!』
- 2022年2月、『王家に捧ぐ歌』（御園座） - 囚人マーリス 初エトワール
- 2022年4 - 5月、『めぐり会いは再び next generation-真夜中の依頼人（ミッドナイト・ガールフレンド）-』 - マダム・シュティーア『Gran Cantante（グラン カンタンテ）!!』（宝塚大劇場）
- 2022年6 - 7月、『めぐり会いは再び next generation-真夜中の依頼人（ミッドナイト・ガールフレンド）-』 - マダム・シュティーア、新人公演：エメロード（本役：美穂圭子）『Gran Cantante（グラン カンタンテ）!!』（東京宝塚劇場）
- 2022年9月、『モンテ・クリスト伯』 - カルコント／代役：エロイーズ（本役：有沙瞳）[注釈 2]『Gran Cantante（グラン カンタンテ）!!』（全国ツアー）
- 2022年11 - 2023年2月、『ディミトリ〜曙光に散る、紫の花〜』 - 新人公演：お菓子屋『JAGUAR BEAT-ジャガービート-』 エトワール
- 2023年3 - 4月、『バレンシアの熱い花』 - 夫人／幻想の歌手『パッション・ダムール・アゲイン!』（全国ツアー）
- 2023年6 - 8月、『1789-バスティーユの恋人たち-』
- 2023年10 - 11月、『ME AND MY GIRL』（博多座） - チーフメイド
- 2024年1 - 4月、『RRR×TAKA"R"AZUKA〜√Bheem〜（アールアールアール バイ タカラヅカ〜ルートビーム〜）』 - SINGERRR『VIOLETOPIA（ヴィオレトピア）』
- 2024年5 - 6月、『BIG FISH（ビッグ・フィッシュ）』（東急シアターオーブ） - 魔女
- 2024年8 - 12月、『記憶にございません!』 - ジェット和田『Tiara Azul-Destino-（ティアラ・アスール ディスティーノ）』
- 2025年1月、『ANTHEM-アンセム-』（日本武道館）
- 2025年4 - 8月、『阿修羅城の瞳』 - 谷地『エスペラント！』 退団公演 [3]